# Euscelidia obudu
Euscelidia obudu là một loài ruồi trong họ Asilidae. Euscelidia obudu được Dikow miêu tả năm 2003. Loài này phân bố ở vùng nhiệt đới châu Phi.